# Landgång (TV-program)
Landgång är ett svenskt matlagningsprogram i TV. Programmet sänds i SVT1 i Sveriges Television och har också visats i Danmark, Finland och Norge.
De två första säsongerna 2006 och 2007 utspelade sig till sjöss ombord på tankfartyget M/T Navigo, tredje säsongen på tankfartyget M/T Toccata våren 2010. Våren 2011 kommer 4:e säsongen som utspelar sig på fraktfartyget M/V Aniara som tar turen till Australien där German möter bekanta. Programledare är Anne Lundberg och huvudperson är kocken German Zamudio, född i Argentina men numera pensionerad och bosatt i Malmö. German Zamudio och Anne Lundberg belönades 2007 med fackförbundsavdelningen SEKO sjöfolks kulturstipendium.

## Nya Landgång
Efter fyra säsonger med Landgång sändes Nya Landgång under hösten 2012. Där reste Lundberg på egen hand till fem kök i ovanliga miljöer.
Hösten 2017 visas säsong 9 av Landgång där Lundberg tillsammans med kocken Paul Svensson reser till olika platser i världen och provar ny mat.